# Die Lieben Löwen
Die Lieben Löwen sind eine Punkband aus Dortmund.

## Geschichte
Gegründet wurde die Band 2013. Auf dem Open Flair Festival lernten sich Helge und Michael Lemonrocker kennen. Sie beschlossen, auch nach dem Festival weiterhin in Kontakt zu bleiben, um in Anspielung an eine populäre Szene im Film Krieg der Sterne und ein daraus entstandenes Meme die Open Flair Cantina Band zu gründen. Da sie allerdings ihre musikalischen Fähigkeiten für zu schlecht ansahen, beschlossen sie stattdessen eine Punkband zu gründen und fanden mit Benta schnell eine Schlagzeugerin. Um den Klang variantenreicher zu gestalten, akquirierten sie János für die Leadgitarre und benannten sich – in Anlehnung an die Partei Die PARTEI – in Die BAND um.
Im November 2015 nahmen sie zu viert in Bergkamen ihr Album Das ALBUM mit 18 Songs auf, welches sie unter anderem durch Crowdfunding finanzierten und ab Dezember desselben Jahres im DIY-Vertrieb produzierten und veröffentlichten. Einer der Feature-Gäste auf dem ALBUM war TJ Tourette, welcher bei einem Lied zwei Strophen beitrug. TJ war fortan häufiger als Gast auf der Bühne. Dabei übernahm er bei einigen Liedern auch die Gitarre von Michael, um diesen zu entlasten, 2017 nach wurde er dann fester Teil der Band.
Im selben Jahr benannte sich die Band in „Die Lieben Löwen“ um. Kurze Zeit später verließ Benta die Band und wurde durch Thomy ersetzt, welcher bis kurz davor bei der Band Rasender Stillstand gespielt hatte.
Im Jahr 2018 verließ Michel Lemonrocker die Löwen. Ersatz am Gesang wurde Anfang 2019 mit Sternkopf gefunden. Im Juli 2019 nahmen Die Lieben Löwen im Underdog-Studio in Iserlohn ihr Album Chance oder Gefahr auf, welches mit Zu Komplex auch ein Feature mit dem Dortmunder Rapper Der Wolf enthält. Im Dezember 2019 wurde das Album, u. a. auf Spotify, veröffentlicht und erhielt wohlwollende Kritiken.
Im Vorfeld der Kommunalwahlen in Nordrhein-Westfalen 2020 traten sie mehrfach für den Dortmunder Ableger der PARTEI auf, was sie mit einem Open-Air-Konzert neben der Reinoldikirche vor der Bundestagswahl 2021 wiederholten. Im Sommer 2022 folgte ein Konzert auf dem festivalkult!, dem ältesten noch bestehenden Umsonst-und-draußen-Festival Deutschlands. Im November 2022 spielten sie im Rahmen der MTV Musik Week im Ratinger Hof in Düsseldorf gemeinsam mit Fahnenflucht. Im Sommer 2025 spielten sie bei dem 50-jährigen Jubiläum des festivalkult! in Porta Westfalica auf der Hauptbühne.

## Stil
Die Lieben Löwen spielen schnellen, melodischen Punkrock. Die verschiedenen Vorlieben der Mitglieder lassen sich in verschiedenen Einflüssen feststellen, die von den Ärzten und Rise Against über Turbostaat und Pascow bis zu Hardcore-Bands wie Suicidal Tendencies oder Dead Kennedys reichen.
Ihre Texte sind meistens humorvoll gestaltet, wobei häufig auf sarkastische Weise Ereignisse und Beobachtungen ins Absurde überspitzt werden. Dabei werden neben genretypischen Themen wie Alkoholkonsum oder Politik auch scheinbar nebensächliche Dinge wie der Abschied Stefan Raabs aus dem Showgeschäft aufgegriffen.

## Veröffentlichungen

### Diskografie
- 2015: Das ALBUM (als Die BAND)
- 2019: Chance oder Gefahr (Aldi-Punk)

### Musikvideos
- 2019: Neulich Nacht
- 2020: Zu Komplex (feat. Der Wolf)
- 2020: Das letzte Hansa